# Radmilo Mihajlović
Radmilo Mihajlović (ur. 19 listopada 1964 w Fočy) – bośniacki piłkarz występujący na pozycji napastnika. Wcześniej reprezentant Jugosławii. Ojciec innego piłkarza, Stefana Mihajlovicia.

## Kariera klubowa
Mihajlović karierę rozpoczynał w 1983 roku w Željezničarze. W sezonie 1986/1987 z 23 bramkami na koncie został królem strzelców ligi jugosłowiańskiej. W Željezničarze występował przez pięć lat. Potem odszedł do Dinama Zagrzeb, gdzie spędził rok. W 1989 roku przeszedł do niemieckiego Bayern Monachium. W Bundeslidze zadebiutował 29 lipca 1989 w wygranym 3:2 meczu z 1. FC Nürnberg, w którym strzelił także gola. W sezonie 1989/1990 zdobył z zespołem mistrzostwo Niemiec.
Na początku 1991 roku Mihajlović odszedł do drugoligowego FC Schalke 04. W sezonie 1990/1991 awansował z nim do Bundesligi. W 1993 roku odszedł do Eintrachtu Frankfurt, także grającego w Bundeslidze. Zadebiutował tam 9 października 1993 w wygranym 2:1 spotkaniu z VfB Leipzig. W Eintrachcie spędził sezon 1993/1994.
Potem grał jeszcze w południowokoreańskim Pohang Steelers oraz cypryjskim AEP Pafos. W 1998 roku Mihajlović zakończył karierę.

## Kariera reprezentacyjna
W reprezentacji Jugosławii Mihajlović zadebiutował 29 października 1986 wygranym 4:0 meczu eliminacji Mistrzostw Europy 1988 z Turcją. 24 sierpnia 1988 w wygranym 2:0 towarzyskim pojedynku ze Szwajcarią strzelił swojego jedynego gola w kadrze. W latach 1986–1989 w drużynie narodowej rozegrał 6 spotkań.